# Sergio Ferrentino
Sergio Ferrentino (Ivrea, 7 agosto 1956) è un regista, conduttore radiofonico, autore teatrale, radiofonico e televisivo, docente, produttore e regista di radiodrammi italiano.
Ha lavorato per 15 anni a Radio Popolare di Milano, dove è stato Direttore dei programmi, ideando e conducendo trasmissioni come Borderline, Bar Sport, Notturnover e Vaghe stelle dell'orsa. È stato ideatore e conduttore, tra le altre trasmissioni, di Caterpillar, che ha condotto fino al 2000 (647 puntate) insieme a Massimo Cirri. Nel 2000 passa alla conduzione di Catersport (oltre 1000 puntate) di cui è ideatore, regista e co-conduttore insieme a Giorgio Lauro, Marco Ardemagni e Luca Gattuso. Dal 2000 si dedica all’insegnamento (Scuola Holden, IULM, Università degli Studi di Siena, Università Cattolica del Sacro Cuore) e alla drammaturgia radiofonica (RSI Rete Due). Nel febbraio 2011 crea Fonderia Mercury, casa di produzione di radiodrammi e audiodrammi per il teatro, che si occupa della contaminazione tra recitazione teatrale, tecnica radiofonica e diffusione web.

## Biografia

### Radio
Ha iniziato la sua carriera radiofonica nel 1979, realizzando e dirigendo RadiOlona Popolare a Legnano. Nel marzo 1981 entra a Radio Popolare (con sede a Milano), di cui sarà animatore per quindici anni. Dal 1997 al 2012 collabora con Rai Radio 2, dal 2003 con RSI Rete Due e nel 2012 con Radio 24.

#### Radio Popolare
Nel 1983 diventa direttore dei programmi di Radio Popolare, di cui è anche membro del CdA, e dà vita alla trasmissione Bar Sport, dalla quale nascerà in seguito la Gialappa's Band. Nel 1985 incontra Massimo Cirri con cui realizza trasmissioni come SottoVotoSpinto e Borderline (346 puntate), che darà vita a quattro edizioni del Bordertrophy(1986-1987-1989-1996), una caccia al tesoro radioguidata della durata di 24 ore. Divisa in 3 manche di sei ore (che permettono di raggiungere la BorderLine dell’ultima fase, da ben sei ore), all’inizio di ogni manche vengono consegnate, su supporti vari, le prove da superare nelle ore successive. A sorpresa verranno trasmesse in onda delle prove aggiuntive da realizzare nei tempi annunciati.
Nel 1987, insieme a Carlo Taranto, Giorgio Gherarducci e Marco Santin (futuri componenti della Gialappa's Band) vince il premio “Il Futuro della Comunicazione” (che vedeva nella giuria Bettetini, Calabrese e Cesareo) per la trasmissione Bar Sport (di cui è autore, conduttore e regista).
Nel 1996 è direttore artistico e coordinatore delle iniziative per i 20 anni di Radio Popolare. Ha commentato per Radio Popolare le Olimpiadi di Los Angeles, Seul, Barcellona e Atlanta. A giugno del 2004 ritorna a Radio Popolare per EuroBarSport 2004. Periodicamente, per i campionati europei e Mondiali di calcio, è tornato a condurre Bar Sport su Radio Popolare, annunciando il suo abbandono della trasmissione in occasione della vittoria dell'Italia ai mondiali di Germania nel luglio 2006.

#### Rai Radio
Nel gennaio 1997 si trasferisce a Rai Radio 2, iniziando la conduzione di Caterpillar, di cui è anche ideatore, autore e regista. Condurrà la trasmissione fino al 2000, per un totale di 676 puntate. La trasmissione nel 1998 vince, nella sezione radiofonia, il premio per la “Satira Politica“ a Forte dei Marmi e, sempre per la satira, vincerà il “Passatore 2000” a Forlimpopoli. Nel 1998 e nel 2000 segue la direzione artistica e il coordinamento del CaterRaduno: a Brisighella si contano in tre giorni 20.000 presenze e 25.000 al CateRadue a Cervia. Nel 2000 commenta, a Rai Radio 2, le Olimpiadi di Sydney.
È curatore di tre compilation tratte dalle musiche della trasmissione Caterpillar. Da settembre 2000 è autore e regista di Catersport, su Rai Radio 2, che conduce con Marco Ardemagni, Luca Gattuso e Giorgio Lauro: con Catersport si sta avvicinando alle 1200 puntate. Nel giugno 2001 per Rai Radio 3 realizza la regia e l'adattamento di tre radiodrammi scritti degli allievi della scuola Holden che vengono trasmessi in diretta dal teatro Gobetti, recitati da attori del teatro Stabile di Torino. Per Rai Radio 3, a febbraio e marzo 2002, firma l'adattamento radiofonico e la regia di Radio Bellablù, radiogiallo in 40 puntate di Carlo Lucarelli e Massimo Carlotto. Nel 2004 Dino Audino Editore pubblicherà l'adattamento radiofonico del programma. Sempre nel 2004 commenta, a Rai Radio 2, le Olimpiadi di Atene.
Nel febbraio 2006 è a Torino con Catersport per seguire dalla città in cui si svolgono i XX Giochi olimpici invernali. Il 24 giugno 2006, su Rai Radio 2, conduce con Massimo Cirri India Hotel 870. Ustica - Il ritorno e la memoria: una lunga diretta, dalla mezzanotte del sabato alle 6 del mattino di domenica 25, per seguire il trasporto del relitto del DC9 della Strage di Ustica dall’hangar dell'Aeroporto di Pratica di Mare al Museo per la memoria di Ustica a Bologna. Alla trasmissione prendono parte parenti di vittime della strage e magistrati che si sono occupati della vicenda. Nel 2007 festeggia 10 anni a Rai Radio 2 e oltre 1500 puntate tra Caterpillar e Catersport. Nell'agosto 2008 ha commentato con Giorgio Lauro, Marco Ardemagni e Luca Gattuso l'ottava olimpiade di Pechino. Nel 2012, con l'improvvisa chiusura di Catersport, passa a Radio 24 dove conduce Dai&Vai in coppia con Luca Gattuso. Curiosamente, nel 2013 e nel 2014 è giurato per il Premio Calciobidone, ironico riconoscimento destinato al peggior calciatore della Serie A, a cura di Calciobidoni.it, del Guerin Sportivo e di Fantacalcio, titolo che ha sostanzialmente sostituito il Bidone d'Oro dopo la soppressione della trasmissione a cui era legato.

#### RSI
Nel giugno del 2004 va in onda in cinque puntate Lettere Note, radiogiallo prodotto dalla Radio Svizzera di lingua Italiana e scritto durante il corso di narrazione radiofonica tenuto alla Scuola Holden di Torino. Nel maggio 2005 la RSI Rete Due produce e trasmette in diretta In fondo la notte (un omaggio a Orson Welles), radiodramma che rievoca la Guerra dei mondi di Welles, ma ambientandolo nel 2005. La radiocommedia (con venti attori e due musicisti) è stata trasmessa in diretta e, in contemporanea, le immagini sono state proiettate in un cinema di Torino. A novembre del 2006 realizza per la Radio Svizzera Ascolta! Parla Leningrado... Leningrado suona, evocazione in due radiodrammi dei 900 giorni dell'assedio di Leningrado durante la Seconda Guerra Mondiale, trasmesso in diretta dal Palazzo dei Congressi di Lugano con l'Orchestra Sinfonica della Radio Svizzera. Dai radiodrammi, nel 2007, ha realizzato una riduzione teatrale.
Nel gennaio del 2009 per RSI Rete Due scrive l'adattamento e realizza la regia di Svergognando la morte, radiodramma liberamente tratto dal Il seminatore di Mario Cavatore (Einaudi). Esso viene realizzato in diretta dagli studi della Radio Svizzera a Lugano e ogni spettatore può seguirlo con delle cuffie. Gli ascoltatori da casa, oltre alla trasmissione radiofonica, hanno la possibilità di seguire la diretta in video streaming. Svergognando la morte partecipa, nella sezione "Drama", al Prix Italia 2009 nel mese di settembre a Torino.
Nel 2011 per RSI Rete Due registra i quattro radiodrammi di Beckett Radio I e Radio II, con musiche originali. Prosegue il progetto nel marzo 2012, quando cura l'ideazione e la regia de Il radiodramma di Beckett, progetto composto da Parole e Musica e Cascando di Samuel Beckett, registrato in diretta il 3 marzo 2012 presso lo studio 2 della RSI in collaborazione con la Radio della Svizzera Italiana, in occasione dell'edizione 2012 di 900/presente. Nel maggio 2014 per RSI Rete Due cura l'adattamento e la regia della versione radiofonica de E Johnny prese il fucile, tratto dal romanzo di Dalton Trumbo, di cui successivamente cura la riduzione teatrale. Nel novembre 2016 per Fonderia Mercury, in coproduzione con RSI Rete Due e Audible, ha curato l'adattamento e la regia di Lovers Hotel, poliziesco radiofonico in sei puntate scritto da Massimo Carlotto e Piergiorgio Pulixi, prima audioserie italiana prodotta da Audible.
Dal 29 agosto al 2 settembre 2022 va in onda in diretta sulla Rete Due della RSI La Contessa di Zurigo, radiodramma a puntate liberamente ispirato a Zurigo, operazione cassaforte di Marino Cassini. Incentrato su una spy story durante la Prima Guerra Mondiale, La Contessa di Zurigo rappresenta uno dei più recenti lavori di Sergio Ferrentino.

### Editoria
Insieme a Massimo Cirri scrive due libri: Via Etere (1989 Feltrinelli) e Il mistero del vaso cinese (1993 Sperling & Kupfer), quest'ultimo con il contributo di Carlo Oliva. Sia il primo che il secondo libro nascono da esperienze realizzate a Radio Popolare. In particolare Il mistero del vaso cinese, oltre un libro, sarà anche un radiogiallo in diciassette puntate e un periodico a fumetti disegnato da Maramotti e stampato mensilmente da Linus. La terza opera letteraria, Pebbacco o Devi Morire (1998) è una raccolta di commenti, documenti, analisi sulla trasmissione Bar sport curata con Giorgio Lauro e Marco Ardemagni con la prefazione di Omar Calabrese.
A novembre 2006 esce per la Garzanti Vedi alla voce Radio Popolare, dizionario sui trent'anni dell'emittente milanese, al quale hanno collaborato Luca Gattuso e Tiziano Bonini. Nel maggio 2010 pubblica il racconto Dino Zoff nel libro Per segnare bisogna tirare in porta (tredici storie per tredici calciatori) di edizioni Spartaco. Ha curato la prefazione all'antologia di racconti sul calcio Scrittori in curva (di Marotta e Cafiero).

### Televisione
Con la Gialappa's Band affronta la prima trasmissione televisiva Un Fantastico Tragico Venerdì alla Fininvest. Nel 1998 è coautore con Massimo Cirri della prima edizione, su Rai 3, di Fuori orario con Enrico Ghezzi.

### Teatro
Dal 1988 inizia la collaborazione come coautore con Lella Costa, insieme alla quale produrrà sette spettacoli teatrali. Nel novembre del 2008 debutta al teatro Giacosa di Ivrea la versione teatrale di Ascolta! Parla Leningrado... Leningrado suona. Nell'estate del 2010 fonda poi l'associazione RadioMERCURYTeatro, che allestirà nel maggio 2010 Crediti d'autore. Dal 2010 proseguono anche le repliche di Ascolta! Parla Leningrado... Leningrado suona: nel gennaio 2010 al Teatro Litta, nell'ottobre 2011 al Teatro Leonardo a Milano e nel novembre dello stesso anno al Teatro Cagnoni di Vigevano.

### Fonderia Mercury
Nel febbraio del 2011, all'interno degli spazi della Fonderia Napoleonica, a Milano, crea la Fonderia Mercury, d'orsonwelliana ispirazione, luogo di fusione per nuovi linguaggi e ricerche comunicative, dove la radiofonia si mescola al teatro e al mondo del web attraverso la creazione di audiodrammi. Nello stesso anno, per la Radio della Svizzera Italiana, registra i radiodrammi di Samuel Beckett Radio I e Radio II con musiche originali.
Il progetto prosegue nel 2012 con la registrazione in diretta di Parole e Musica e Cascando, rappresentate all'auditorium della Radio Svizzera con la presenza dell'orchestra e in videostreaming. Tra settembre 2011 e maggio 2012 dirige la seconda edizione di Crediti d'autore, il bando dedicato agli autori under 35. Il 28 maggio 2012 i tre radiodrammi selezionati vengono allestiti presso il Teatro Filodrammatici di Milano e trasmessi in diretta su Radio 3 Rai la Rete 2 della Radio Svizzera e su oltre 40 radio universitarie. Sempre nel 2012 Fonderia Mercury produce AutoreVole: audiodrammi in teatro: le storie originali, scritte da Carlo Lucarelli, Massimo Carlotto, Sandrone Dazieri, Andrea Bajani, Pino Corrias ed Elisabetta Bucciarelli, sono adattate radiofonicamente da Sergio Ferrentino, allestite e registrate al teatro Elfo Puccini di Milano e successivamente replicate in vari festival, rassegne e stagioni teatrali. Gli spettacoli di AutoreVole vengono inoltre portati negli atenei italiani con il progetto UniTour: audiodrammi in aula.
Nel 2014 viene presentata la nuova produzione di Fonderia Mercury: E Johnny prese il fucile. Tratto dall'omonimo romanzo di Dalton Trumbo, adattato e diretto da Sergio Ferrentino, è un audiodramma allestito con l'utilizzo di un microfono binaurale, dalla forma di testa umana, che permette di recuperare e riprodurre i suoni con un effetto tridimensionale. La percezione in cuffia diventa a 360°, riuscendo anche a captare la dimensione ambientale della scena. Nell'adattamento di Johnny, la testa binaurale viene usata sul palco “in diretta”: questo permette al pubblico, in cuffia, di trovarsi sul palco avvolto dall'intreccio dei suoni, effetti e voci in un totale coinvolgimento scenico. Andato inizialmente in onda sulla Rete Due della RSI, coproduttore della versione radiofonica, E Johnny prese il fucile viene allestito per la prima volta per il pubblico in occasione del Festivaletteratura di Mantova e successivamente portato in scena al Teatro alle Vigne di Lodi[12] e al  Festival Internazionale del Teatro (FIT). di Lugano[13]  e successivamente replicato in vari festival, rassegne e stagioni teatrali. Il ruolo del protagonista Joe Bonham è stato interpretato da Sax Nicosia e successivamente da Marco Baliani.
Nel 2015 si apre la collaborazione con  Audible., società Amazon attiva nell'audio entertainment, per la quale realizza come autore e regista Olimpicamente, pensieri, opere e... campioni, 52 audiostory che raccontano i grandi momenti della storia olimpica, entrando direttamente nella mente dei protagonisti e Lovers Hotel, poliziesco radiofonico in sei puntate scritto da Massimo Carlotto e Pierluigi Pulixi, di cui cura l'adattamento e la regia. Nel 2017 l'audiodramma  Igiene dell'assassino., tratto dal romanzo d'esordio di Amélie Nothomb, viene portato in scena, debuttando all'interno dell'iniziativa culturale BookCity Milano con la sponsorizzazione di Audible. Nel 2009, la RSI produce l’audiodramma  Svergognando la Morte, una storia incentrata sull’odio razziale nella Svizzera all’inizio della Seconda Guerra Mondiale. Nel 2019, dieci anni dopo la prima uscita in onda, un adattamento (prodotto da Fonderia Mercury) debutta in teatro come prima nazionale sempre per l’evento Bookcity Milano. Il 26 novembre 2020, in occasione delle celebrazioni per il centenario della nascita di Federico Fellini, viene presentato in anteprima al Torino Film Festival  Radio Amarcord.. Nel 2021 Fonderia Mercury idea e produce per Audible  Favole a teatro., una raccolta di alcuni dei più importanti spettacoli teatrali degli ultimi anni del Teatro ragazzi. Nel 2022,  UTOYA. UNO DI NØI. (tratto da un radiodramma del 2021 di RSI, con adattamento e regia di Sergio Ferrentino) approda su tutte le piattaforme digitali come podcast in 10 puntate e, nella sua versione teatrale, in anteprima al Teatro Elfo Puccini di Milano.

### Insegnamento
Dal 2001 insegna radiofonia al Centro studi Holden di Torino, dove ha tenuto corsi di: tecnica di drammaturgia radiofonica (marzo/giugno 2001); tecnica di animazione radiofonica (novembre 2002); tecnica di narrazione radiofonica (febbraio/marzo 2003). Dal dicembre 2002 tiene un seminario e dal 2003 insegna tecniche del linguaggio radiofonico e drammaturgia radiofonica, nel corso Scrivere per i media presso la Università IULM di Milano. Dal settembre 2004 crea e dirige il Progetto UNIRAI che coinvolge oltre a Radio2 e i corsi di radiofonia di tre università (IULM, Padova, Università Suor Orsola Benincasa) nella creazione di nuovi format. Nel 2005 l'esperienza si ripete ma le università sono 6 (con l'aggiunta di Messina, Bari, Foggia).
Nell'anno accademico 2007-08 insegna alle università:
- IULM di Milano: Scrivere per i media: testi e linguaggi radiofonici
- Statale di Milano: Tecniche e linguaggi radiofonici drammaturgia
- Siena: Corso di laurea in radiofonia; Tecniche e linguaggi radiofonici
- Holden di Torino: Tecniche di drammaturgia radiofonica

Nell'ottobre del 2009 è direttore didattico del master specialistico "Quando Verba Manent" tecniche e linguaggi della produzione e narrazione radiofonica presso l'Università IULM di Milano. Nell'estate del 2010 gli studenti del Master realizzeranno un programma su Radio 24.
Nell'ottobre 2009 parte Crediti d'autore, bando universitario alla ricerca di autori radiofonici. L'iniziativa ideata e diretta da Ferrentino viene realizzata da: IULM e Accademia dei Filodrammatici, in collaborazione con Radio3, Rete 2 della Radio svizzera e Raduni, con il patrocinio della SIAE e dell'AGIS Lombardia. Nel febbraio 2010 insegna in Crediti D'attore un corso di recitazione radiofonica. Il 31 maggio 2010 i radiodrammi scelti vengono trasmessi su Radio 3 RAI, la Rete 2 della Radio Svizzera e su 20 radio universitarie in diretta dal Teatro dei Filodrammatici di Milano.
Presso lo IULM tiene inoltre un "Laboratorio di progettazione e produzione radiofonica" (anno accademico 2010-11), "Laboratorio di drammaturgia radiofonica" (anno accademico 2011-12 e 2012-13) e "Laboratorio di comunicazione radiofonica" (anno accademico 2014-15). Dal 2017, presso Il Sole 24 Ore e all'interno del Master Fare Radio dell'Università Cattolica del Sacro Cuore di Milano, tiene un corso di drammaturgia radiofonica. Nel 2018 cura la direzione didattica di Audible Academy, corso di scrittura e drammaturgia per l’audio promosso da Audible Italia, con l’obiettivo di formare nuovi autori e adattatori di opere pensate e realizzate specificamente per l’ascolto.

## Prosa
- Coincidenze (1988) - coautore con Lella Costa e Massimo Cirri
- Malsottile mezzo gaudio (1990) - coautore con Lella Costa, Massimo Cirri, Piergiorgio Paterlini, Bruno Agostini
- Due, abbiamo un'abitudine alla notte (1992) - coautore con Lella Costa, Giorgio Melazzi, Massimo Cirri, Piergiorgio Paterlini, Bruno Agostini
- Magoni (1994) - coautore con Lella Costa, Massimo Cirri, Piergiorgio Paterlini, Bruno Agostini
- Stanca di guerra (1996) - coautore con Lella Costa, Alessandro Baricco, Massimo Cirri, Piergiorgio Paterlini, Bruno Agostini
- Precise parole (2000) - coautore con Lella Costa, Gabriele Vacis, Massimo Cirri
- Ascolta! Parla Leningrado... Leningrado suona (2008) - autore e regia
- Il giardino di Gaia di Massimo Carlotto (2012) - adattamento e regia
- La gentile clientela di Andrea Bajani (2012) - adattamento e regia
- Le madri atroci di Sandrone Dazieri (2012) - adattamento e regia
- Radiogiallo di Carlo Lucarelli (2012) - adattamento e regia
- Il contabile e le murene di Pino Corrias (2012) - adattamento e regia
- L'etica del parcheggio abusivo di Elisabetta Bucciarelli (2012) - adattamento e regia
- E Johnny prese il fucile di Dalton Trumbo (2014) - adattamento e regia
- Olimpicamente, pensieri, parole, opere e...campioni di Sergio Ferrentino, Gianmarco Bachi, Antonio La Torre, Mario Mucciarelli e Flavio Stroppini (2016) - autore e regia
- Igiene dell'assassino di Amélie Nothomb (2017) - adattamento e regia
- Svergognando la morte (2019) - adattamento e regia
- Radio Amarcord - Fellini in onda (2020) - regia
- UNO DI NØI (2022) - adattamento e regia

### Radiodrammi
- Il mistero del vaso cinese (1992-93) - adattamento e regia (Radio Popolare, con Massimo Cirri e Carlo Oliva)
- Radiovisioni - adattamento e regia (Scuola Holden, Rai Radio 3)
- Radio Bellablù(2002, 40 puntate) - adattamento e regia (Rai Radio 3, con Carlo Lucarelli e Massimo Carlotto)
- Lettere Note (2004, 5 puntate) - adattamento e regia (Scuola Holden, RSI)
- In fondo la notte, omaggio a Orson Welles (2005) - autore e regia (RSI)
  - 22 miglia da Trenton, omaggio a Orson Welles (2005) - autore e regia (RSI)
  - La notte che tornarono gli dei, omaggio a Orson Welles (2005) - autore e regia (RSI)
  - Non scherzare... col fuoco, omaggio a Orson Welles (2005) - autore e regia (RSI)
  - Incontrare Josh Gibson una sera, omaggio a Orson Welles (2005) - autore e regia (RSI)
  - Sciacalli (2005) - autore e regia, omaggio a Orson Welles (RSI)
- Ascolta! Parla Leningrado (2006) - autore e regia (RSI)
- Ascolta! Leningrado suona (2006) - autore e regia (RSI)
- Svergognando la Morte (2009) - autore, adattamento e regia (RSI)
- Crediti d'Autore (2010-2012) - coordinatore e regia (Rai Radio 3)
- Radio I di Samuel Beckett (2011) - regia (RSI)
- Radio II di Samuel Beckett (2011) - regia (RSI)
- Parole e Musica di Samuel Beckett (2012) - regia (RSI)
- Cascando di Samuel Beckett (2012) - regia (RSI)
- Autorevole (2012) - adattamento e regia (Fonderia Mercury)
  - Radiogiallo di Carlo Lucarelli (2012) - adattamento e regia (Fonderia Mercury)
  - L'etica del parcheggio abusivo di Elisabetta Bucciarelli (2012) - adattamento e regia (Fonderia Mercury)
  - Il giardino di Gaia di Massimo Carlotto (2012) - adattamento e regia (Fonderia Mercury)
  - Il contabile e le murene di Pino Corrias (2012) - adattamento e regia (Fonderia Mercury)
  - Le madri atroci di Sandrone Dazieri (2012) - adattamento e regia (Fonderia Mercury)
  - La gentile clientela di Andrea Bajani (2012) - adattamento e regia (Fonderia Mercury)
- Atleticamente - Grandi momenti della storia dello sport nella mente dei protagonisti. URL consultato il 31 luglio 2019 (archiviato dall'url originale il 1º agosto 2016). (2014, 10 audiostory) - autore e regia, con Gianmarco Bachi (RSI)
- E Johnny prese il fucile di Dalton Trumbo (2014) - adattamento e regia (RSI)
- In poche parole (2015) - adattamento e regia (RSI)
- Olimpicamente, pensieri, parole, opere e...campioni di Sergio Ferrentino, Gianmarco Bachi, Antonio La Torre, Mario Mucciarelli e Flavio Stroppini (2016, 52 audiostory) - autore e regia (Audible)
- Lovers Hotel di Massimo Carlotto e Piergiorgio Pulixi (2016) - adattamento e regia (RSI e Audible)
- Igiene dell'assassino di Amélie Nothomb (2017) - adattamento e regia (Audible)
- Radio Amarcord, omaggio a Federico Fellini (2020) - adattamento e regia
- UTOYA. UNO DI NØI (2021) - adattamento e regia (RSI)
- La contessa di Zurigo (2022) - adattamento e regia (RSI)

## Programmi radiofonici

### Radio Popolare
- Vaghe stelle dell'orso (1984-89) con Gian Piero Piretto
- Bar Sport (1983-2006)
  - Olimpiadi di Los Angeles (1984)
  - Olimpiadi di Seul (1988)
  - Olimpiadi di Barcellona (1992) con Giorgio Lauro
  - Olimpiadi di Atlanta (1996) con Giorgio Lauro e Antonio La Torre
  - Bar Sport Mundial (1986, 1990, 1994, 1998)
    - Messico '86
    - Italia '90
    - USA '94
    - Francia '98

  - Euro Bar Sport
    - UEFA '88
    - Euro '92
    - Euro '96
    - Euro 2000
- Notturnover (1987-99)
- Rievocazione '68 (1988)
- SottoVotoSpinto, con Massimo Cirri (1992-95), Davide Bozzi (1992-96) e Massimo Rebotti (1997)
- Borderline (1985-88, 346 puntate) con Massimo Cirri e Ivano C. Casamonti
- Il mistero del vaso cinese (1992-93, 17 puntate) con Massimo Cirri e Carlo Oliva
- Sincera Amicizia (1995)

### Rai Radio 2
- Caterpillar (1997-2000)
- Stramba è la notte (2000)
- Catersport (2000-2012) con Marco Ardemagni, Luca Gattuso e Giorgio Lauro
  - Catersport Mundial (2002) con Marco Ardemagni, Luca Gattuso e Giorgio Lauro
  - Caterolimpiadi, con Marco Ardemagni, Luca Gattuso, Giorgio Lauro e Antonio La Torre
    - Olimpiadi di Sydney (2000)
    - Olimpiadi di Atene (2004)
    - Olimpiadi invernali di Torino (2006)
    - Olimpiadi di Pechino (2008)

  - Bidone d'oro
  - 11 Secchi
  - UniRai (2004-2005)
  - India Hotel 870. Ustica - Il ritorno e la memoria (2006)

### Rai Radio 3
- Radio Bellablu. URL consultato il 27 ottobre 2017 (archiviato dall'url originale il 16 aprile 2009).
- Crediti d'autore (2010-2012)

### Radio24
- Dai & Vai - Non è solo calcio (2013) con Luca Gattuso

## Eventi
- Border Trophy (Milano, 1987, Radio Popolare)
- Border Trophy (Milano, 1988, Radio Popolare)
- Border Trophy (Milano, 1989, Radio Popolare)
- Border Trophy (Milano, 1996, Radio Popolare)
- CateRaduno (Brisighella, 1998, Rai Radio 2)
- CateRadue (Cervia, 2000, Rai Radio 2)
- UNIRai (2005-2007), su radio.rai.it. URL consultato il 29 settembre 2014 (archiviato dall'url originale il 20 marzo 2014).
- Crediti d'Autore (2010), su creditidautore.it. URL consultato il 29 settembre 2014 (archiviato dall'url originale il 19 dicembre 2014).
- AudioDays (5-9 novembre 2013, Teatro Elfo Puccini di Milano)

## Programmi televisivi
- Un fantastico tragico venerdì (1986-87, Rete 4) con Marco Santin, Carlo Taranto e Giorgio Gherarducci
- Fuori orario (1989, Rai 3) Cirri & Ferrentino
- Saxa Rubra (1994, Rai 3) Cirri & Ferrentino

## Pubblicazioni
- Via Etere (1989, Feltrinelli) di Massimo Cirri e Sergio Ferrentino
- Pebbacco o Devi Morire (1998, Comix) a cura di Giorgio Lauro, Marco Ardemagni, Sergio Ferrentino
- Radio Bellablù (2004, Dino Audino Editore) di Carlo Lucarelli, Massimo Carlotto, Sergio Ferrentino
- Vedi alla voce Radio Popolare (2006, Garzanti) a cura di Sergio Ferrentino, Luca Gattuso, Tiziano Bonini
- Una palla di racconto - il campionato 2006 di Scuola Holden e Catersport (2006, Fandango)
- Prefazione a Scrittori in curva, nove storie d'amore per nove squadre di calcio (2009, Marotta & Cafiero) a cura di Marco Ottaiano
- Dino Zoff, racconto inserito nella raccolta “Per segnare bisogna tirare in porta (tredici storie per tredici calciatori)” (2010, Spartaco) a cura di Marco Ottaiano
- Ascolta! Parla Leningrado... Leningrado suona! (2011, Edizioni Del Gattaccio)
- L'etica del parcheggio abusivo (2013, Feltrinelli) di Elisabetta Bucciarelli, adattamento di Sergio Ferrentino
- Il giardino di Gaia (2013, Feltrinelli) di Massimo Carlotto, adattamento di Sergio Ferrentino
- La Gentile Clientela (2013, Feltrinelli) di Andrea Bajani, adattamento di Sergio Ferrentino Il contabile e le murene (2013, Feltrinelli) di Pino Corrias, adattamento di Sergio Ferrentino
- Le madri atroci (2013, Feltrinelli) di Sandrone Dazieri, adattamento di Sergio Ferrentino

## Audiodrammi in CD
- L'etica del parcheggio abusivo (2013, Salani) di Elisabetta Bucciarelli, adattamento e regia di Sergio Ferrentino
- Il giardino di Gaia (2013, Salani) di Massimo Carlotto, adattamento e regia di Sergio Ferrentino
- Radiogiallo (2013, Salani) di Carlo Lucarelli, adattamento e regia di Sergio Ferrentino

## Altre collaborazioni
- Linus - Il mistero del vaso cinese (fumetto, disegni di Maramotti)
- Tango
- Smemoranda